# San Martino della Battaglia
San Martino della Battaglia (San Martì de la Batàia in dialetto bresciano) è una frazione di Desenzano del Garda, fino al 1926 appartenente al soppresso comune di Rivoltella. È zona di produzione dei vini San Martino della Battaglia e San Martino della Battaglia liquoroso.

## Origine del nome
Il toponimo San Martino della Battaglia deriva dalla piccola chiesa di San Martino, appartenuta precedentemente al monastero di Santa Giulia a Brescia e adibita nel 1870 ad ossario, e dalla battaglia svoltasi il 24 giugno 1859 nella campagna circostante la chiesetta, in cui le forze del Regno di Sardegna, guidate da Vittorio Emanuele II, alleate ai francesi di Napoleone III, sconfissero gli austriaci, guidati dall'Imperatore Francesco Giuseppe.
Nei documenti medioevali questo luogo era indicato come San Martino de' Rovedono per la vicinanza al grande fossato che si chiama Redone o Rudone, che significa appunto un grande rivus, un canale collettore di acque piovane e sorgenti.

## Monumenti e luoghi d'interesse

### La torre
La torre monumentale di San Martino della Battaglia, eretta per onorare la memoria di Vittorio Emanuele II e di coloro che hanno combattuto per l'unità d'Italia, fu costruita in stile neogotico nel 1880 e inaugurato il 15 ottobre 1893. I progettisti furono l'architetto Giacomo Frizzoni di Bergamo, gli ingegneri Luigi Fattori di Solferino, Antonio Monterumici di Treviso e Antonio Cavalieri di Bologna.
Dalla cima della torre, sulla cui sommità è stato installato un faro che di notte emette una luce tricolore, è possibile ammirare il panorama che spazia dal basso lago di Garda, dove si riconoscono distintamente i paesi di Sirmione, Desenzano, Peschiera, Lazise, Bardolino e Garda, oltre a tutta la valle del Mincio fino a Valeggio sul Mincio.

### Il museo risorgimentale
Il Museo del Risorgimento, realizzato nel 1939 su progetto di Antonio Lechi, si trova dietro alla torre e conserva all'interno cimeli e documenti della battaglia del 24 giugno 1859.

### I monumenti commemorativi ai caduti delle guerre di San Martino
I nomi dei caduti a tutte le guerre di San Martino della Battaglia furono incisi in monumenti commemorativi pubblici, blocchi in pietra posti in varie località di San Martino, talvolta accompagnati dal simbolo della pace, il ramoscello d'olivo. Il principale monumento commemorativo fu posto a lato della chiesa principale di San Martino della Battaglia, situata nella Piazza per la Concordia, il centro della cittadina dove si diramano le abitazioni e i mercatini della piazza.

### L'ossario
L'ossario di San Martino è un ossario che raccoglie i resti di 2 619 soldati partecipanti alla cruenta battaglia di San Martino.

### La Chiesa di San Donino
Quella di San Donino sembra essere la chiesa più antica del territorio comunale di Desenzano, come indicano le caratteristiche costruttive dell’edificio: la struttura robusta, con le possenti murature, la presenza di finestre monofore strombate e altri particolari dell’esecuzione, infatti, ne fanno risalire la costruzione prima del 1300, (per la precisione 1280). Ancora oggi consacrata, è stato un luogo di culto e centro di socializzazione fino ai primi anni sessanta, quando venivano regolarmente celebrate le messe e le signore del luogo si incontravano per il rosario.

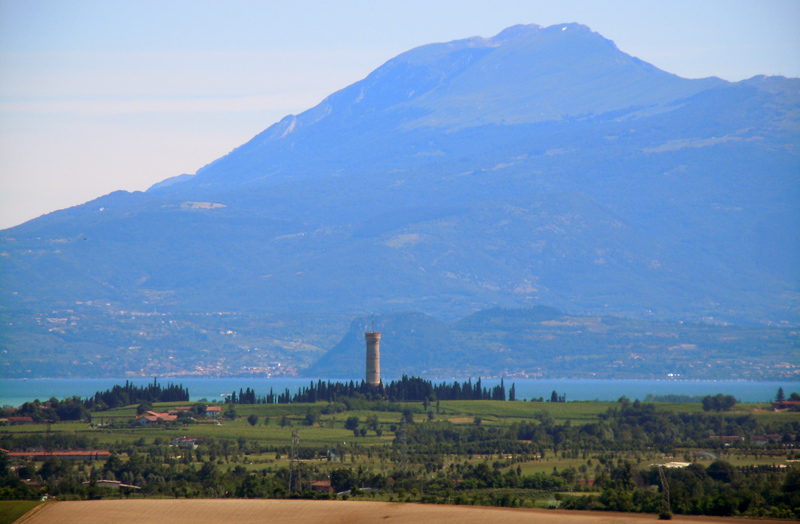
Panorama di San Martino visto da Solferino. Sullo sfondo il Monte Baldo

A periodi successivi risalgono alcune importanti modifiche che non hanno cancellato le caratteristiche originarie dell’antica chiesa, a cominciare dal rifacimento della copertura. L’originaria copertura lignea a capanna è stata sostituita da una volta in muratura a sesto ribassato e, proprio per contrastarne la spinta, sui lati esterni sono stati aggiunti i robusti contrafforti in corrispondenza delle facciate. In questo modo, la facciata principale, per quanto priva di elementi decorativi, si impone alla nostra attenzione per la singolarità del suo andamento obliquo. Anche la sopraelevazione risale a periodi più recenti e modifica profondamente le proporzioni dell’edificio, che sembra quasi fondersi con gli edifici agricoli che sorgono al suo fianco.

### Le cascine storiche
Numerose sono inoltre le cascine, colonna portante della storia di questo paese. Tra le tante ricordiamo la cascina Corbú in località Cobue di Sotto, la cascina Bonera, cascina Contraccania, Stefanona, Monata, Parantonella, San Donino e Capuzza.

## Sport
L'Associazione Sportiva Dilettantistica Gruppo Sportivo San Martino della Battaglia è stata fondata nel 1966 da un gruppo di persone che accolsero le richieste provenienti dai giovani del luogo desiderosi di formare una squadra di calcio che portasse con continuità il nome di San Martino. A quei tempi il paese era totalmente sprovvisto di strutture sportive e di questa esigenza l'Associazione volle farsi portavoce presso l'Amministrazione Comunale per ottenere un terreno da adibire a campo di calcio.
Nel corso degli anni si è via via ampliato l'impegno verso altri sport, tra cui pallavolo e tennis, intrattenendo un continuo e proficuo dialogo con le varie Amministrazioni Comunali affinché San Martino potesse disporre di adeguati impianti sportivi. Attualmente il centro sportivo di San Martino è composto da:
- 1 campo di calcio a 7 in erba sintetica
- 1 campo di calcio a 11 in erba
- 1 tensostruttura polivalente per pallavolo, tennis, ginnastica
- 2 campi da tennis, di cui uno coperto, in terra rossa

Nel 2001 ha ricevuto dal C.S.I. il Discobolo d'argento, quale riconoscimento nazionale per l'impegno profuso, da più di 30 anni, nello sport rivolto ai giovani.

## Infrastrutture e trasporti
San Martino della Battaglia fu dotata di una propria stazione ferroviaria soppressa nel 1981, che serviva anche gli abitati di Sirmione e di Pozzolengo. Fino al 1880 nota come stazione di Pozzolengo, mutò la denominazione il 24 giugno 1859, in onore della famosa battaglia risorgimentale.
Attualmente è presente un collegamento con il limitrofo comune attraverso un bus di linea gestito da Brescia Trasporti.